# Kádár Endre
Kádár Endre, Schwartz (Kunhegyes, 1887. december 17. – auschwitzi koncentrációs tábor, 1944. november) magyar író, a Nyugat első nemzedékéhez tartozott.

## Élete
Kunhegyesi szabók: Altmann Annának és Schwartz Dávidnak, az izraelita hitközség tanácsnokának fia volt. Kisújszálláson érettségizett, nevét 1904-ben magyarosíttatta. Egyetemi tanulmányait a budapesti egyetem bölcsészkarán és Svájcban folytatta, utána újságíró lett. 1909 októberében jelen volt a Nyugat íróinak debreceni látogatásán.
Első regényét is a Nyugat közölte folytatásokban (Balajka, 1918), a következő évben könyv alakban is kiadták. Cikkei, írásai még az alábbi lapokban jelentek meg: Budapesti Napló, Magyar Hírlap, A Polgár, Politikai Hetiszemle, Nagyváradi Napló, Az Újság, Élet, Magyar Figyelő, A Nap.
Az első világháború idején feleségével, Mihály (Müller) Lívia grafikussal Svájcban élt és az Az Est című lapot tudósította. (Egy másik információ szerint azonban „az első világháború egész idejét a fronton töltötte.”) Az 1920-as évek nagy részét Franciaországban töltötték, Bölöni György baráti köréhez tartoztak. Házasságuk az 1930-as években felbomlott.
Utoljára Győrött lakott, onnan deportálták Auschwitzba. Szülővárosa 2007-ben emléktáblán örökítette meg nevét.

## Munkássága
Első regényét (Balalajka, 1919) kedvezően fogadták. Földi Mihály a fölfedezés örömével szólt róla a Nyugatban. „Kimondottan nincs benne semmi vigasz s mindenhez közelebb áll, mint az öröm mozarti zavartalanságához. De a legtisztább, a legnemesebb irodalom.” 1922-ben írt és bemutatott színművét Zilahy Lajos méltatta, kiemelve a dráma újszerűségét, eredeti látásmódját: „Amilyen különállásnak számított regénye az új magyar prózában, ugyanolyan egyéni utat jelez háromfelvonásos színműve, «A szerelem elmegy» az új magyar drámában.” Második, terjedelmesebb regényét (Önbüntetés, 1935) Füst Milán rendkívül lesújtó kritikával illette: „…véleményem szerint, úgy e regény maga, mint a róla eddig elhangzott vélemények: a legnagyobb irodalmi tévedés, amelyet eddig megéltem, ezt már nincs is kedvem szó nélkül hagyni. (…) Az a baj, hogy ez a regény, ha érthetőbb volna, még unalmasabb volna.” Írásából az is kiderül, hogy Kádár Endre nyilatkozata szerint a regényt tizenhárom éven át írta, és hogy a regénynek „elragadtatott hívei” is vannak.
Visszaemlékezéseiben Illés Endre így foglalta össze benyomásait a két könyvről: „Ez a két regény a részletek, a valóság, a figurák, az emberi helyzetek szédítő zsúfoltságával lepett meg annak idején. Mintha egy bőröndnyi amatőr fényképpel tért volna haza külföldi útjáról – ilyen volt Kádár Endre regénye, s főként a második, az Önbüntetés. A két háború közötti anarchikus Nyugat-Európáról talán senki sem gyűjtött annyi adatot, mint ő – milyen remek, változatos, éles pillanatfelvételek voltak. Balzac, Proust, Valéry-Larbaud regényeinek gazdagsága. Csak éppen az egyes képek között alig érzékelhető, vékony, áttetsző sejthártya feszült – figurák és szituációk helyett összedobált mozaikkép nyugtalanította az olvasót, aki ettől a zsúfoltságtól és a külön kockákba szorított mozgalmasságtól káprázva hajtotta be a regényt.”

## Fő munkái
- Asszonyportré (elbeszélések, 1913)
- Balalajka (regény, Budapest, 1919)
- A szerelem elmegy (dráma 3 felvonásban, Budapest, 1922; bemutatta a Belvárosi Színház 1922. április 21-én)
- Önbüntetés (regény, Budapest, 1935).

Kéziratban maradt színműve A kulcslyuk